# عبد الله الفوزان
الدكتور عبد الله بن محمد بن عبد المحسن الفوزان، (14 فبراير1964) كاتب وإعلامي سعودي، وأمين عام مركز الملك عبد العزيزللتواصل الحضاري ونائب الرئيس من عام 2018. وهو دكتور جامعي في جامعة حائل متخصص في علم الإجتماع، وعضو في مجلس الشورى السعودي من عام 2016 إلى عام 2020.

## السيرة الذاتية
هو عبد الله بن محمد بن عبد المحسن الفوزان ولد في 1 شوال 1383 هـ 14 فبراير 1964م في مدينة حائل في السعودية.

## الأعمال
- وكيل كلية الآداب للشؤون الأكاديمية بجامعة الملك سعود في الفترة من 1418-1420هـ.
- أستاذ مشارك بقسم الدراسات الاجتماعية – كلية الآداب – جامعة الملك سعود.
- عمل أستاذاً في علم الاجتماع في جامعة نايف العربية للعلوم الأمنية.
- عضو مجلس الشورى السعودي من 2016م إلى 2020م.[4]
- نائب رئيس مركز الملك عبد العزيز للتواصل الحضاري والأمين العام للمركز من 2018م.[5]

## المؤهلات العلمية
- بكالوريوس علم اجتماع – قسم الدراسات الاجتماعية – كلية الآداب – جامعة الملك سعود – في عام 1405هـ.
- ماجستر علم اجتماع – جامعة غرب ولاية ميتشجن بالولايات المتحدة الأمريكية في عام 1409هـ ( Western Michigan University ).
- دكتوراة علم اجتماع – جامعة ولاية الميسسيبي بالولايات المتحدة الأمريكية في عام 1412هـ ( Mississippi State University ).[6]

## الخبرات العلمية
- معيد بمعهد الإدارة العامة في مدينة الرياض في عام 1405هـ.
- معيد بقسم الدراسات الاجتماعية – كلية الآداب – جامعة الملك سعود في عام 1406هـ.
- أستاذ مساعد بقسم الدراسات الاجتماعية – كلية الآداب – جامعة الملك سعود في عام 1412هـ.
- أستاذ مشارك بقسم الدراسات الاجتماعية – كلية الآداب – جامعة الملك سعود في عام 1418هـ.
- وكيل كلية الآداب للشؤون الأكاديمية في عام 1418-1420هـ.

## عضوية الجمعيات
- عضو في جمعية علم الاجتماع والخدمة الاجتماعية
- عضو في جمعية الملك عبدالعزيز الخيرية بحائل.[7]

## أنشطة شارك فيها
عقد أمسية تدريبية في أبها بعنوان «كيف تؤثر على الآخرين».
ألقى كلمة نيابة عن أهالي حائل عند زيارة الأمير سلطان بن عبدالعزيز لمنطقة حائل.
شارك في احتفالات نادي الجبلين حين صعد للدرجة الأولى.

## وصلات خارجية
- السيرة الشخصية - دكتور عبد الله الفوزان